# Verin Bazmaberd
Verin Bazmaberd (in armeno Վերին Բազմաբերդ?, in passato Verin Agdzhakala, Aghjaghala Ulia e Verkhnyaya Agdzhakala) è un comune dell'Armenia di 472 abitanti (2001) della provincia di Aragatsotn.